# Ландсмер
Ландсмер (нидерл. Landsmeer, [Ландсмир]о файле) — город и община в нидерландской провинции Северная Голландия. Расположена к северу от Амстердама. Площадь общины — 26,49 км², из них 22,54 км² составляет суша. Население по данным на 1 января 2007 года — 10 271 человек. Средняя плотность населения — 387,7 чел/км².
На территории общины расположены следующие населённые пункты: Ден-Илп, Ландсмер и Пюрмерланд.